# قباديان
قُباديان (بالفارسية الكلاسيكية: قبادیان Qubādiyān؛ بالفارسية الطاجيكية: Қубодиён Qubodiyon) هي بلدة في منطقة خاتلون في طاجيكستان. وهي عاصمة منطقة قباديان. يبلغ عدد سكان البلدة 12200 نسمة (تقديرات شهر كانون ثاني 2020). من المحتمل أن تكون أُسست على يد الملك الساساني كافاد الأول (r. 488-496  498 / 9-531) خلال منفاه في الإمبراطورية الهفتالية، حيث من المحتمل أن تكون المدينة مصدر دخله.
ناصر خسرو شاعر فارسي فيلسوف وعالم إسماعيلي ورحالة وأحد أعظم الكتاب في الأدب الفارسي ولد في القرية عام 1004م. عُثر على كنز جيحون بالقرب من قباديان.